# Wangcheng

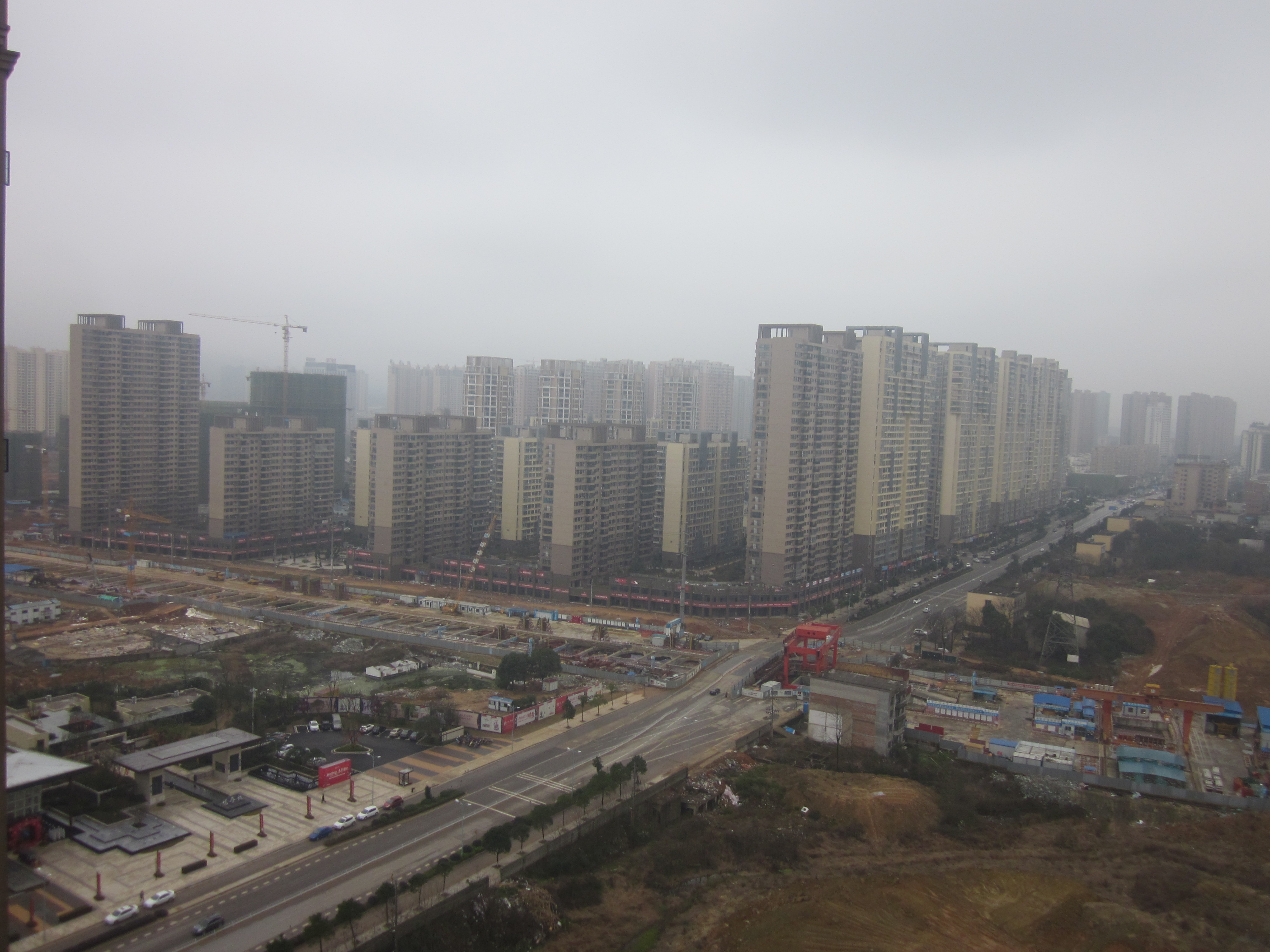
Wangcheng, Changsha, China

Wangcheng (望城区,  Wàngchéng Qū) ist ein Stadtbezirk der bezirksfreien Stadt Changsha, der Hauptstadt der chinesischen Provinz Hunan. Der Stadtbezirk hat eine Fläche von 907,3 km² und zählt 665.200 Einwohner (Stand: 2018). Er liegt am Unterlauf des Flusses Xiang Jiang. Sein Hauptort ist die Großgemeinde Gaotangling.
Die Stätte des Changsha-Tongguan-Keramikbrennofens steht seit 1988 auf der Liste der Denkmäler der Volksrepublik China (3-224).

## Administrative Gliederung
Auf Gemeindeebene setzt sich der Stadtbezirk aus sechzehn Großgemeinden und drei Gemeinden zusammen. 